# Michael Sauter (Komponist)
Michael Sauter (* 21. Juni 1976 in Biel) ist ein Schweizer Musiker und Komponist.

## Leben und Wirken
Michael Sauter hat 2001 die Hochschule für visuelle Gestaltung in Vevey abgeschlossen und arbeitet seither als freier Musiker und Komponist für Film, Theater und Tanz.
Er ist Mitglied der Theatergruppe 400asa und hat an diversen Produktionen und Stadttheatern als Musiker und Komponist mitgewirkt, unter anderem im Schauspielhaus Zürich, Schauspielhaus Bochum, Theater Basel, Maxim-Gorki-Theater in Berlin, Luzerner Theater, Stadttheater Chur und am Theaterhaus Gessnerallee in Zürich.
Er lebt und arbeitet in Zürich.

## Preis
Michael Sauter erhielt 2012 für den Film "Mary & Johny" den Filmmusikpreis der Fondation Suisa für seine Kompositionen zum Film von Samuel Schwarz.
Der Preis ist für ihn sehr wichtig, da er gratis dafür gearbeitet habe.
«Ich wollte Samuel Schwarz etwas zurückgeben, dafür dass er mich all die Jahre mitgetragen hat.» Das Ergebnis seiner Kreativität ist ein unkonventionelles Werk aus einem Guss, was auch die Jury überzeugte.

## Filmografie (Auswahl)
- 2003: Strähl
- 2004: Lou’s Waschsalon
- 2007: Tod in der Lochmatt
- 2008: Heldin der Lüfte
- 2008: Tag am Meer
- 2009: Im Sog der Nacht
- 2010: Die Käserei in Goldingen
- 2011: One Way Trip 3D
- 2012: Mary & Johnny
- 2012: Der Teufel von Mailand (Fernseh-Film)
- 2013: Kursverlust (Fernseh-Film)
- 2017: Private Banking
- 2020: Lovecut